# Unternalb
Unternalb (auch Unter-Nalb) ist eine Katastralgemeinde und eine Ortschaft in der Stadtgemeinde Retz im Bezirk Hollabrunn in Niederösterreich mit 759 Einwohnern (Stand 1. Jänner 2024).

## Geografie
Das Breitangerdorf südlich von Retz wird vom Altbach durchflossen.

## Geschichte
Funde belegen eine Besiedlung in der frühen und mittleren Bronzezeit und in der Urnenfelderzeit. Urkundlich wurde 1108 Nalb und 1321 Unternalb genannt.
Laut Adressbuch von Österreich waren im Jahr 1938 in der Ortsgemeinde Unternalb ein Friseur, drei Gastwirte, drei Gemischtwarenhändler, zwei Schmiede, zwei Schuster, ein Tischler, zwei Wagner und zwei Weinsensale ansässig. Weiters gab es einen Dominikanerkonvent und die Niederösterreichische Landes-Acker- und Weinbauschule.

## Verbauung
Das Breitangerdorf zeigt eine zweizeilige geschlossene traufständige Verbauung mit Zwerchhöfen, teils mit Walmdächern, teils mit schlichten biedermeierlichen Putzfeldgliederungen und aufgedoppelten Holztoren. Im Bereich der Pfarrkirche am südöstlichen Ortsausgang gibt es eine Gruppe von drei barocken Höfen sowie einzelne stattliche zweigeschoßige Bauten aus dem 17./18. Jahrhundert.
Am nördlichen Ortsausgang gibt es eine Kellergasse mit übergiebelten Kellervorhäusln im Straßenwall.

## Öffentliche Einrichtungen
In Unternalb befindet sich ein Kindergarten.

## Kultur und Sehenswürdigkeiten
- Hausberganlage Gupferter Berg
- Katholische Pfarrkirche Unternalb hl. Laurentius, mit der ehemaligen Propstei Unternalb baulich verbunden.

## Persönlichkeiten
- Hermes Phettberg (1952–2024), österreichischer Intellektueller
- Emerich Ranzoni (1823–1898), österreichischer Kunsthistoriker, Schriftsteller und Schauspieler